# Cetoconcha hyalina
Cetoconcha hyalina is een tweekleppigensoort uit de familie van de Cetoconchidae. De wetenschappelijke naam van de soort is voor het eerst geldig gepubliceerd in 1843 door Hinds.